# Teorie velkého třesku (8. řada)
V pořadí osmá řada seriálu Teorie velkého třesku navazuje na sedmou řadu. V premiéře ji začala vysílat americká televize CBS ve vysílací sezóně 2014/2015. První díl byl odvysílán 22. září 2014. Česky ji od 29. června 2015 odvysílala stanice Prima Cool.

## Seznam dílů
| Č. v seriálu | Č. v řadě | Původní název                     | Český název                         | Režie           | Scénář | Premiéra v USA     | Premiéra v ČR     | Produkční kód | Sledovanost v USA (v mil.) |
| --- | --------- | --------------------------------- | ----------------------------------- | --------------- | --- | ------------------ | ----------------- | ------------- | -------------------------- |
| 160 | 1         | The Locomotion Interruption       | Loupež ve spacím kupé               | Mark Cendrowski | námět: Jim Reynolds, Maria Ferrari a Tara Hernandez scénář: Steven Molaro, Steve Holland a Eric Kaplan       | 22. září 2014      | 29. června 2015   | 4X6751        | 18,08                      |
| Leonard a Amy podniknou výlet do Arizony, aby vyzvedli Sheldona. Respektive je o to požádá samotný Sheldon, kterého cestou okradli. Mezitím absolvuje Penny pohovor v Bernadettině farmaceutické firmě. Stuart v této době stále pečuje o Howardovu matku.                                    |           |                                   |                                     |                 | |                    |                   |               |                            |
| 161 | 2         | The Junior Professor Solution     | Naschvály odborného asistenta       | Mark Cendrowski | námět: Steven Molaro, Eric Kaplan a Steve Holland scénář: Jim Reynolds, Maria Ferrari a Tara Hernandez       | 22. září 2014      | 30. června 2015   | 4X6752        | 18,30                      |
| Sheldon si může vybrat, co bude studovat výměnou za to, že se stane profesorem a bude učit. Bernadette se obává, jak zvládne Penny svou práci, hledě na to, jak si vedla jako servírka. Amy využije napětí mezi Bernie a Penny a hraje to na obě strany.                                      |           |                                   |                                     |                 | |                    |                   |               |                            |
| 162 | 3         | The First Pitch Insufficiency     | Nedostatečnost baseballové průpravy | Mark Cendrowski | námět: Chuck Lorre, Jim Reynolds a Anthony Del Broccolo scénář: Steven Molaro, Steve Holland a Maria Ferrari | 29. září 2014      | 1. července 2015  | 4X6753        | 16,44                      |
| Sheldon/Amy a Penny/Leonard se dostanou do sporu o to, kdo z nich má lepší vztah a Howard je požádán NASA, aby provedl první hod v baseballové hře v Los Angeles, což kvůli své neschopnosti nakonec provede s pomocí lunárního vozítka, které však pojede tak pomalu, že je Howard vypískán. |           |                                   |                                     |                 | |                    |                   |               |                            |
| 163 | 4         | The Hook-up Reverberation         | Fabulace o postelovém úletu         | Mark Cendrowski | námět: Steve Holland, Maria Ferrari a Tara Hernandez scénář: Steven Molaro, Eric Kaplan a Jim Reynolds       | 6. října 2014      | 2. července 2015  | 4X6754        | 15,94                      |
| Emily se konečně pozná se všemi přáteli Raje a znelíbí se jí Penny, když se dozví o jejich „noční aféře“ z minulosti. Kluci zvažují, že by investovali do Stuartova obchodu s komiksy. |           |                                   |                                     |                 | |                    |                   |               |                            |
| 164 | 5         | The Focus Attenuation             | Mučivé metody soustředění           | Mark Cendrowski | námět: Jim Reynolds, Maria Ferrari a Adam Faberman scénář: Steven Molaro, Eric Kaplan a Steve Holland        | 13. října 2014     | 6. července 2015  | 4X6755        | 15,63                      |
| Dámy vyrážejí na pořádnou jízdu. Jak to dopadne, když ta nejzábavnější z nich bude muset zůstat v hotelovém pokoji? Kluci mají mezitím v plánu vynalézat. |           |                                   |                                     |                 | |                    |                   |               |                            |
| 165 | 6         | The Expedition Approximation      | Simulace důlní expedice             | Mark Cendrowski | námět: Steven Molaro, Dave Goetsch a Tara Hernandez scénář: Jim Reynolds, Steve Holland a Maria Ferrari      | 20. října 2014     | 7. července 2015  | 4X6756        | 16,02                      |
| Sheldon a Rajesh zkoušejí, zda by zvládli důlní expedici. Leonard s Penny mezitím řeší velmi ošemetnou otázku. |           |                                   |                                     |                 | |                    |                   |               |                            |
| 166 | 7         | The Misinterpretation Agitation   | Mylný výklad obchodní taktiky       | Mark Cendrowski | námět: Chuck Lorre, Eric Kaplan a Jim Reynolds scénář: Steven Molaro, Steve Holland a Maria Ferrari          | 30. října 2014     | 8. července 2015  | 4X6758        | 16,25                      |
| Jak to dopadne, když se Penny usměje na klienta a ten si to vyloží po svém? |           |                                   |                                     |                 | |                    |                   |               |                            |
| 167 | 8         | The Prom Equivalency              | Kompenzace maturitního plesu        | Mark Cendrowski | námět: Jim Reynolds, Steve Holland, Jeremy Howe scénář: Steve Molaro, Eric Kaplan, Maria Ferrari             | 6. listopadu 2014  | 9. července 2015  | 4X6757        | 16,56                      |
| Dámy chtějí znovu prožít maturitní večírek. A to se vším všudy. |           |                                   |                                     |                 | |                    |                   |               |                            |
| 168 | 9         | The Septum Deviation              | Korekce nosní přepážky              | Anthony Rich    | námět: Steven Molaro, Bill Prady a Maria Ferrari scénář: Eric Kaplan, Steve Holland a Tara Hernandez         | 13. listopadu 2014 | 13. července 2015 | 4X6759        | 16,90                      |
| Sheldon si začne dělat obavy, když se dozví, že se Leonard chystá na operaci nosní přepážky. Snaží se ho od lékařského zákroku všemožně odradit, protože je šance 1:700 000, že ho nepřežije.                                                                                                 |           |                                   |                                     |                 | |                    |                   |               |                            |
| 169 | 10        | The Champagne Reflection          | Reflexe na základě šampaňského      | Mark Cendrowski | námět: Steven Molaro, Tara Hernandez a David Saltzberg scénář: Jim Reynolds, Steve Holland a Dave Goetsch    | 20. listopadu 2014 | 14. července 2015 | 4X6760        | 14,61                      |
| Leonard, Howard a Raj dostanou za úkol vyklidit kancelář po mrtvém profesorovi. Jeho celoživotní práce, která nic nepřinesla, je přiměje k zamyšlení nad vlastní vědeckou kariérou. |           |                                   |                                     |                 | |                    |                   |               |                            |
| 170 | 11        | The Clean Room Infiltration       | Infiltrace sterilní místnosti       | Mark Cendrowski | námět: Maria Ferrari, Tara Hernandez a Jeremy Howe scénář: Eric Kaplan, Jim Reynolds a Steve Holland         | 11. prosince 2014  | 15. července 2015 | 4X6761        | 15,49                      |
| Sheldon se chce Amy pomstít za to, že ho každý rok nutí do oslavy Vánoc, které nemá rád. Jde na to vskutku originálním způsobem. |           |                                   |                                     |                 | |                    |                   |               |                            |
| 171 | 12        | The Space Probe Disintegration    | Dezintegrace vesmírné sondy         | Mark Cendrowski | námět: Bill Prady, Eric Kaplan a Jim Reynolds scénář: Steven Molaro, Steve Holland a Maria Ferrari           | 8. ledna 2015      | 16. července 2015 | 4X6762        | 18,11                      |
| Penny a Amy jsou nemile překvapeny, když Leonard se Sheldonem změní domluvené plány na odpolední zábavu. Dámy si pro své kluky vymyslí náležitý trest – musí s nimi absolvovat nákup šatů. |           |                                   |                                     |                 | |                    |                   |               |                            |
| 172 | 13        | The Anxiety Optimization          | Optimalizace úzkosti                | Mark Cendrowski | námět: Eric Kaplan, Maria Ferrari a Adam Faberman scénář: Jim Reynolds, Steve Holland a Tara Hernandez       | 29. ledna 2015     | 20. července 2015 | 4X6763        | 17,25                      |
| Sheldona trápí, že se mu nedaří dělat sebemenší pokroky v práci. Rozhodne se proto navodit si stavy úzkosti, které jsou produktivnější. Všichni mají za úkol zpochybňovat vše, co prohlásí.                                                                                                   |           |                                   |                                     |                 | |                    |                   |               |                            |
| 173 | 14        | The Troll Manifestation           | Kritika internetového anonyma       | Mark Cendrowski | námět: Steven Molaro, Eric Kaplan a Tara Hernandez scénář: Jim Reynolds, Steve Holland a Maria Ferrari       | 5. února 2015      | 21. července 2015 | 4X6765        | 17,09                      |
| Leonard a Sheldon se stanou terčem kritiky internetového anonyma. Nakonec seberou odvahu konfrontovat ho pomocí videochatu. |           |                                   |                                     |                 | |                    |                   |               |                            |
| 174 | 15        | The Comic Book Store Regeneration | Renovace obchodu s komiksy          | Mark Cendrowski | námět: Jim Reynolds, Maria Ferrari a Jeremy Howe scénář: Steven Molaro, Eric Kaplan a Steve Holland          | 19. února 2015     | 22. července 2015 | 4X6764        | 17,49                      |
| Stuart po dlouhé době opět otevírá obchod s komiksy. Oslava však probíhá velmi vlažně, protože jsou všichni rozhádaní. |           |                                   |                                     |                 | |                    |                   |               |                            |
| 175 | 16        | The Intimacy Acceleration         | Akcelerace náklonnosti              | Mark Cendrowski | námět: Dave Goetsch, Eric Kaplan a Tara Hernandez scénář: Steve Molaro, Jim Reynolds a Steve Holland         | 26. února 2015     | 23. července 2015 | 4X6766        | 16,67                      |
| Amy se ostatním zmíní o experimentu, který si klade za cíl odhalit, jestli se do sebe lidé mohou zamilovat v řádu pár hodin. Penny se dobrovolně nabídne, že to zkusí na sobě. A připojí se k ní Sheldon.                                                                                     |           |                                   |                                     |                 | |                    |                   |               |                            |
| 176 | 17        | The Colonization Application      | Přihláška na kolonizaci             | Mark Cendrowski | námět: Dave Goetsch, Jim Reynolds a Tara Hernandez scénář: Steve Molaro, Eric Kaplan a Maria Ferrari         | 5. března 2015     | 27. července 2015 | 4X6767        | 18,17                      |
| Vztah Sheldona a Amy pokročí na vyšší úroveň, když se rozhodnou, že si společně pořídí domácího mazlíčka – želvu. Následuje ale rychlé ochlazení, jakmile se Amy dozví, že si Sheldon podal přihlášku do mise s cílem kolonizovat Mars.                                                       |           |                                   |                                     |                 | |                    |                   |               |                            |
| 177 | 18        | The Leftover Thermalization       | Křivda kvůli autorství              | Mark Cendrowski | námět: Steven Molaro, Maria Ferrari a Jeremy Howe scénář: Eric Kaplan, Jim Reynolds a Steve Holland          | 12. března 2015    | 28. července 2015 | 4X6768        | 16,13                      |
| Napětí mezi Sheldonem a Leonardem vyvolá článek v odborném časopise, který otiskne jejich společnou práci, ale jako autor je uveden pouze Sheldon. |           |                                   |                                     |                 | |                    |                   |               |                            |
| 178 | 19        | The Skywalker Incursion           | Vpád na Skywalkerův ranč            | Mark Cendrowski | námět: Jim Reynolds, Tara Hernandez a Jeremy Howe scénář: Steve Molaro, Steve Holland a Maria Ferrari        | 2. dubna 2015      | 29. července 2015 | 4X6769        | 17,01                      |
| Sheldon s Leonardem jedou prezentovat společnou práci na univerzitu v Berkeley. Přebývá jim čas, a tak se rozhodnou, že si udělají zajížďku na veřejnosti uzavřený ranč George Lucase. |           |                                   |                                     |                 | |                    |                   |               |                            |
| 179 | 20        | The Fortification Implementation  | Realizace bunkru                    | Mark Cendrowski | námět: Jim Reynolds, Maria Ferrari a Tara Hernandez scénář: Steven Molaro, Steve Holland a Eric Kaplan       | 9. dubna 2015      | 30. července 2015 | 4X6770        | 17,26                      |
| Sheldon je celý sklíčený, protože ho nepozvali na vědecké sympozium. Amy mu chce zvednout náladu, a tak mu navrhne, že si v obýváku postaví bunkr. |           |                                   |                                     |                 | |                    |                   |               |                            |
| 180 | 21        | The Communication Deterioration   | Rozkol v komunikaci                 | Mark Cendrowski | námět: Jim Reynolds, Maria Ferrari a Tara Hernandez scénář: Steven Molaro, Steve Holland a Eric Kaplan       | 16. dubna 2015     | 3. srpna 2015     | 4X6771        | 18,11                      |
| Pánové dostanou na starosti důležitý projekt. Kdo je ale povede? |           |                                   |                                     |                 | |                    |                   |               |                            |
| 181 | 22        | The Graduation Transmission       | Improvizace se slavnostním projevem | Mark Cendrowski | námět: Jim Reynolds, Maria Ferrari a Tara Hernandez scénář: Steven Molaro, Steve Holland a Eric Kaplan       | 23. dubna 2015     | 4. srpna 2015     | 4X6772        | 17,33                      |
| Leonard má pronést slavnostní řeč k zakončovacímu ceremoniálu na své bývalé střední škole. Kvůli povětrnostním podmínkám jsou však všechny lety zrušeny. |           |                                   |                                     |                 | |                    |                   |               |                            |
| 182 | 23        | The Maternal Combustion           | Koncepce mateřské přízně            | Mark Cendrowski | námět: Jim Reynolds, Maria Ferrari a Tara Hernandez scénář: Steven Molaro, Steve Holland a Eric Kaplan       | 30. dubna 2015     | 5. srpna 2015     | 4X6773        | 16,55                      |
| Na Sheldona a Leonarda se přijedou podívat jejich matky. Setkají se poprvé tváří v tvář a rozhodně si nepadnou do oka. |           |                                   |                                     |                 | |                    |                   |               |                            |
| 183 | 24        | The Commitment Determination      | Razantní přerod vztahu              | Mark Cendrowski | Steve Molaro                                                                                                 | 7. května 2015     | 6. srpna 2015     | 4X6774        | 18,16                      |
| Nadešlo páté výročí vztahu Sheldona a Amy. Oba dva se nad tím zamýšlejí a oba po svém. A Penny a Leonard vymyslí bláznivý nápad. |           |                                   |                                     |                 | |                    |                   |               |                            |